# Pic Marumbi
Le pic Marumbi, ou pic Olimpo, est une montagne brésilienne s'élevant à 1 539 mètres d'altitude dans la serra do Marumbi, laquelle culmine à 1 563 mètres à environ deux kilomètres au sud-ouest, à Morretes dans l'État du Paraná. 